# Kangasjoki (vattendrag i Norra Savolax)
Kangasjoki är ett vattendrag i Finland.   Det ligger i landskapet Norra Savolax, i den centrala delen av landet, 400 km nordost om huvudstaden Helsingfors.